# 翡翠城市
『翡翠城市』（Jade City）はフォンダ・リーによる2017年のファンタジー小説。同作は2018年の世界幻想文学大賞を受賞し、グリーンボーン・サーガ三部作の第一作でもある。続編として2019年に Jade War が出版され、2021年11月23日に Jade Legacy が出版された。
標題の「翡翠の街」（"Jade City"）は、この小説の異世界設定でのケコン島の首都、ジャンルーンのニックネームである。リーがこの設定がより一般的なアジアに触発されたものであることを示唆し、ケコンは「香港でも、台湾でも、日本でも、中国でも、それ以外のどんな場所でも」ないと述べたにもかかわらず、あるレビュアーはケコンを「20世紀中葉の香港のアナログ」と解説した。リーはこの小説のゴールの一つは「異なる文化設定と時代」の「陰謀と政治と高貴な家の成員の衝突」を取り上げた「中世ヨーロッパ以外を舞台としたエピック・ファンタージを書くこと」と述べている。

## 組織
『翡翠城市』の出来事は、第二次世界大戦に大雑把には類似した紛争である多国大戦後の、国家解放運動の一つである「一山会」がケコンへの外国人の占領を阻止するために戦って成功した時代から1世代後のことである。戦後、国際貿易にケコンを解放するかどうかの議論は、一山会を複数の対立する組織に分裂させ、もっとも強力な組織がアイト家に率いられる孤立主義者の山岳会と、コール家に率いられる国際派の無峰会となった。
組織の構成は『ゴッドファーザー』作中の犯罪ファミリーに、コルレオーネ・ファミリーがドン、副首領、相談役を有するように、組織では<柱>、<角>、<日和見>が存在する形で類似している。<柱>は組織の頂点であり、<角>が実働部隊を率い、<日和見>が実業活動に責任を持っている。
<角>はマフィアのカポレジームとソルダードの関係のようにそれぞれが数名の<指>を指揮する<拳>たちを監督している。マフィアと異なる点としては、<日和見>が商業地区に<招福者>と呼ばれる組織のメンバーによる事務所を構えていることである。
一家には属していないが組織の一部なのが、解放運動に協力した民間人の経営者である<灯籠持ち>である。戦後、彼らは犯罪者や、訓練を受けていない翡翠使いからの保護と見返りに組織に献金を始めた。
翡翠を身につけた組織のメンバーはグリーンボーンとして知られている。彼らは特別な状況以外では敵方の翡翠を身につけていないメンバーを殺すことを防止する『アイショの掟』で統制されている（翡翠を身につけていない組織の情報提供者は<白ネズミ>して知られており、<アイショ>に違反することなく殺すことができる）。

## 翡翠
ケコンは、その装着者に拡張された能力を授ける鉱物である翡翠の世界で唯一の産地である。翡翠の安全な使用には、先天的な素質と、<怪力>、<鋼鉄>、<感知>、<敏捷>、<跳ね返し>および<チャネリング>の6種類の訓練を必要とする。
『翡翠城市』の執筆以前、リーはスタンフォード大学でMBAの学位を取得し、経営戦略家として働き、サイエンス・フィクションを執筆していた。リーは、「魔法をほとんどサイエンス・フィクションの手法で扱い」「国際貿易や政治はストーリーの中で展開させる方法」と述べている。翡翠は小説の中で唯一の魔法的な要素であり、ケコン人は神秘的な性質を備えていると考えているのに対して、西洋人は「生体エネルギー翡翠」と呼んで、化学的に説明できるものとみなしている。
各人の翡翠に対する反応は遺伝によって決定されている。ケコンの原住民であるアブケイはその効果に対して完全な免疫があり、ケコン外部からやって来たものは翡翠に対する感受性が高すぎる。原住民と先祖の入植者の混血であるケコン人だけが長期間に渡って翡翠を使用するのに必要な抵抗力と感受性の組み合わせを有しているが、よく理解できていない理由から人々の翡翠に対する能力には幅広いばらつきがある。それに加えて、一部のケコン人は翡翠の影響を受けないと言う潜性遺伝子を有している。これらの人々は<ストーンアイ>として知られており、他のケコン人によって不運なものと考えられている。リーは、「血の才能…選ばれし者という図式を覆す方法」として翡翠の能力を遺伝と運の組み合わせに結び付けたとコメントしている。
ケコンの翡翠使用者は安全に使用するために組織の学園で数年間に渡って訓練を受ける必要がある。翡翠への過剰暴露は、狂気と最終的に死をもたらす<渇望>を引き起こす。翡翠に対する許容度はSN1ないし<シャイン>と呼ばれるドラッグを注射することで増強することができる。シャインはグリーンボーンの治療薬として使用されるとともに、闇市場で取引され、学園での訓練を受けていないにもかかわらず翡翠を身につけたいケコン人によって不正使用されている。シャインはケコン以外でも非ケコン人部隊による翡翠の軍事利用を促進するために使用されている。
翡翠の使用と生産はさまざまな伝統と機関によって管理されている。グリーンボーンは、戦闘中に殺した敵の翡翠を要求する権利がある。翡翠使いは政府の業務には関われず、法律制定権を有する議会であるケコン王立議会のメンバーは翡翠の着用を禁じられている。翡翠採掘はケコン翡翠連盟（KJA）によって監視されており、その株式は各組織に分配されている。KJAは、ケコンの主な宗教であるDeitismを含む、翡翠を儀式に使用するさまざまな組織に翡翠を割り当てている。

## 登場人物

### 無峰会
- ラン（コール・ランシンワン）：最近任命された<柱>、祖父コール・センの役目を引き継いだ。ランの妻は最近よその男の元に去り、ケコンでの面目を失わせて彼の能力に対する信頼に影響を与えた。それにもかかわらず、組織の強いリーダーになるために努力する。
- ヒロ（コール・ヒロシュドン）：<柱>の弟で<角>。心が広く、部下に絶対的な忠誠を求める熱血漢のストリートファイター。
- シェイ（コール・シェイリンサン）：コール家の第三子、組織内の地位はなく、<学園>での訓練を完了したにもかかわらず、翡翠を身につけないことを選択した。非ケコン人の軍人との関係が破綻した後で、外国で受けた教育を活かせる組織外での仕事を求めてケコンに帰還した。
- コール・セン（コール・セニンタン）：組織の最初の<柱>、独立活動中の行動から<ケコンの炎>として知られている。現在は引退して認知症になっており、かつての面影はない。
- コール・ワン・リア（コール・ワン・リアマサン）：コール・センの義理の娘で、コール三兄弟の母親。彼女の夫は戦争中に死亡し、自身は組織のことには関わっていない。
- ドル（ユン・ドルポン）：高齢で計算高い無峰会の<日和見>、 今の組織を担う若い世代と対立しつつある。
- アンデン（エメリー・アンデン）：コール・センの養孫、<学園>の最終学年。
- ウェン（メイク・ウェンルシアン）：無峰会のやりての二人の<拳>の妹で、ヒロと付き合っている。ストーンアイ。

### 山岳会
- アイト・マダ（アイト・マダーシ）：養父のアイト・ユーゴンティン（ケコンの槍）が死んだ際に競争相手を殺害して役目を引き継いだ冷酷な<柱>。
- ゴント・アッシュ（ゴント・アッシェントゥ）：狡猾さを武勇で隠した、恐ろしく、獣のような<角>
- リー・トゥーラ（リー・トゥラフオ）：<日和見>。ほぼ引退状態で、<柱>と<角>から評価されていない

### 組織外
- ベロ：ストリートの泥棒。訓練を受けていないにもかかわらず、どのように入手するかに関わらず翡翠を身につけるという野望を抱いている。
- ムット（ムット・ジンドノン）：ベロの盗品を自身のディスカウトストアで売り捌く故買屋で情報屋。

## プロット
不良少年のベロは組織が傘下に置くレストランで食事中の無峰会の<拳>から翡翠を盗もうと企てるが、ベロとアブケイ人の相棒のサンパはすぐに捕まり、罰するためにヒロの前に引っ立てられる。二人が殴られた後で、ヒロが管理する組織の縄張りでの殺人についてサンパが述べたことから、組織の<柱>で、ヒロの兄のランの前で尋問される。
ヒロはランに山岳会が無峰会の縄張りを掠め取ろうとしていることを納得させようとするが、それは誤解で平和的な解決を提案する<日和見>のドルに反対される。ドルに支持されないことに不満を感じ、ランは祖父に<日和見>を交代させる許可を求めたが、コール・センはそれを許さない。その後間も無く、シェイが翡翠を身につけなくてもできる仕事を求めてケコンに帰還する。
山岳会は、まだ学園の最終学年にいるアンデンを拉致して<アイショ>を違反するすれすれに近づく。アイト・マダはアンデンに自分の組織での地位を申し出、山岳会と無峰会の統一を望んでいることを示す。マダの目的の一部は、自分がヒロを不適切な<角>と見なしているというメッセージを伝えることだった。
アンデンが無事に帰ってくると、ランは山岳会に対する行動を開始する。どれか一つの組織がケコン翡翠連合を支配することを防止するための法案を提案し、シェイをKJAの帳簿を調べて不法行為を探させるために送り込む。
アンデンに対するメッセージが無視されると、山岳会はヒロの命を狙う。その報復として、無峰会は山岳会の訓練施設を襲撃すると脅しをかける。これを防ぐために山岳会は暗殺と縄張り争いを断念したと謝罪する。刺客の中でも年長者は、戦いの中での死を求めてランに<清廉の刃>の決闘を申し出る。本当の<柱>になるためには自分の力を証明しなければならないと考えたランは決闘に応じ、かろうじて勝利する。
戦いの後、ヒロは兄に恋人のウェンとの結婚の許可を求め、ランは弟が不名誉な家系の<ストーンアイ>と結婚することに不安を覚えつつも、許可を与える。
ランは決闘の際に傷を負い、翡翠受容力に影響を受けたが、勝ち取った翡翠を身につけないことによって弱さを見せる訳には行かなかった。ランはアンデンにシャインのパッケージを運ばせる。なにを届けたのか気がつくと、アンデンはランにドラッグの使用を止めるように嘆願するが、ランはアンデンに秘密を守るように誓わせる。シェイに会いに来た時に、アンデンはシャインのことを伝えようとしたがうまく伝えられない。
シェイはランにKJA内部の誰かが翡翠を抜き取っていることと、ドルがそのことを知らないのなら無能だし、そうでなければ何が起きているのかを許可していると報告する。ランは、王立議会の無峰会派議員に翡翠生産の停止を提言する前にドルを海外に送り出す。ランは別れた妻からの手紙を受け取るが、開封することができない。
その一方、ベロは港湾地区からの積荷を盗んでいる。故買屋を通じて、ベロにサブマシンガンを与え、ランが常連のジェントルメンズ・クラブで乱射するように告げる謎めいた山岳会のグリーンボーンと出会う。クラブを訪れている際に、ランは誤ってシャインを過剰摂取し、ベロに襲われた時に海に落ちて溺れてしまう。
ランの死を耳にしたシェイは、すぐに銀行に預けていた翡翠を取り出し、全てを再び身につける。ヒロは現在の<柱>となり、シェイは山岳会への全面的な攻撃を開始するのではなく、争っている縄張りを取り戻すことで逆襲するように説得する。シェイは戦いに加わり、数人の山岳会のグリーンボーンと戦い、2人を殺害する。その後、ヒロはシェイに<日和見>になるように依頼し、シェイは受け入れる。シェイは主要なライバルの支持を得ることによって立場を固め、ドルに翡翠を手放し、組織のビジネスを放棄して祖父の相手として残りの日々を過ごすという条件でドルの命を安堵する。
組織は戦争状態となる。シェイとヒロはアイト・マダと彼女の<日和見>との交渉に出席するが、ヒロは山岳会がKJAから翡翠をくすねてグリーンボーン以外に供給していると避難して席を立つ。アイトはシェイと安全な場所で会う段取りを整え、無峰会を裏切るように説得するが、シェイは自分の命が危険にさらされていることを知っているのでそれを拒否する。シェイはヒロに無峰会があと半年しか持ち堪えないことを伝える。
ウェンはシェイにヒロに知らせることなく自分を組織のためにスパイにするように依頼する。シェイはウェンをKJAが翡翠生産を停止したことで途絶えていた供給を再開するために、数百万の価値のある翡翠とともに外国の軍事基地に送り込む。
コール・センは自分の翡翠をドルに与え、ドルはそれを使って警備員を襲って脱走し、無峰会のビジネスに関する全ての知識を携えて山岳会に逃げ込む。山岳会は有意な立場を利用して無峰会のグリーンボーンを負傷させ、殺し続ける。元日にヒロはウェンと結婚し、その後、<名誉の死>の戦闘で殺される代わりに残りの無峰会の組織を見逃してもらうためにアンデンに山岳会の縄張りに送らせる。ヒロは数人のグリーンボーンを殺害するが圧倒される。ゴント・アッシュがとどめを刺そうとしたとき、ヒロとアンデンが協力して山岳会の<角>を殺害する。
戦いの後、アンデンは昏睡状態になる。意識を取り戻したとき、山岳会が<角>を失ったことで深刻な打撃を受け、無峰会が抗争で一時的に優位に立ったことを知る。アンデンは卒業式のために学園に戻るが、翡翠を与えられる段になって自分がグリーンボーンになりたくないと宣言する。ヒロに暴力の人生を望んでいないと伝え、<柱>に叱責されると学園からランの墓まで走ってゆく。
その後、暗闇に紛れてベロも墓地にやってくる。ベロはいまだに翡翠を求めており、目の前にある先代の<柱>の棺には翡翠が大量に収められている。

## 評価
パブリッシャーズ・ウィークリー誌はこの小説を「犯罪ドラマとアジアの武術映画の手法を融合させた魅力的な作品」と評し、ライブラリー・ジャーナル誌からスター付きのレビューを受けた。

## 受賞とノミネート
『翡翠城市』は2018年の世界幻想文学大賞（ヴィクター・ラヴァルの The Changeling と同時受賞）とオーロラ賞を受賞し、ネビュラ賞、ローカス賞、イグナイト賞、ドラゴン賞の最終選考に残った。

## 映像化
2020年8月にPeacockがこの小説のテレビシリーズ化を行っていることが報じられた。このシリーズはNBCユニバーサルが製作し、デイヴ・カルステインが脚本と製作総指揮、ブレック・アイズナーが監督と製作総指揮、そしてディーン・ゲオルガリスが製作総指揮を務める。2022年6月にリーはシリーズの製作が中止されており、再び企画されることになると明らかにした。